# Песнь о Нибелунгах
«Песнь о Нибелу́нгах» (нем. Das Nibelungenlied) — средневековая немецкая эпическая поэма, написанная неизвестным автором в конце XII — начале XIII века. Принадлежит к числу наиболее известных эпических произведений человечества. В ней рассказывается о взаимоотношениях германских племён V века и о попытке германцев установить родственные связи с укрепившимися в то время в Восточной Европе и угрожавшими берегам Рейна гуннами.
Сюжет поэмы основан на женитьбе легендарного франкского героя-«драконоборца» Зигфрида на бургундской принцессе Кримхильде, его смерти из-за конфликта Кримхильды с Брунгильдой — женой её брата Гунтера, а затем о мести Кримхильды при помощи правителя гуннов Этцеля своим соплеменникам бургундам за убийство своего любимого первого мужа Зигфрида. Катализатором всех событий является таинственная третья сила в лице жестокого и всезнающего вассала Гунтера Хагена.

## Особенности стихосложения
Основным видом германской поэзии на протяжении целой эпохи оставался тонический аллитерационный стих. Особенно долго он сохранялся в Исландии, тогда как у континентальных германских народов уже в раннем Средневековье она сменилась стихом с конечной рифмой. «Беовульф» и песни «Старшей Эдды» выдержаны в традиционной аллитерационной форме; «Песнь о нибелунгах» — в новой, основанной на рифме. «Песнь о нибелунгах» построена на «кюренберговой строфе», «нибелунговой строфе», которая состоит из четырёх попарно рифмованных стихов. Каждый стих разделён на два полустишия с четырьмя ударными слогами в первом полустишии, тогда как во втором полустишии первых трёх стихов — по три ударения, а во втором полустишии последнего стиха, завершающем строфу и формально и по смыслу, — четыре ударения.

## Авторство
Автор «Песни о нибелунгах», то есть поэт, который объединил существовавшие до него поэтические произведения и сказания и, по-своему переработав их, придал им окончательную художественную форму и структуру, неизвестен. То, что в строфе 2233 он называет себя «писец», возможно, в какой-то мере отражает степень его творческого самосознания: самостоятельного сочинителя, свободно распоряжающегося материалом, он в себе не видит; свой поэтический труд он представляет себе скорее как фиксацию существующей традиции. Но если таково и было его самоощущение (и, по-видимому, отношение к нему его современников), то, на самом деле, «Песнь о нибелунгах», вышедшая из-под пера неизвестного поэта, и по содержанию, и с формальной стороны существенно отличается от других версий этого же предания.
Есть основания полагать, что сочинена эпопея около 1200 г.; место её возникновения следует искать на Дунае, в районе между Пассау и Веной: география той Австрии и примыкающих к ней областей известна автору несравненно лучше, нежели другие части Европы.
В науке высказывались различные предположения относительно личности автора. Одни учёные считали его шпильманом, бродячим певцом, «игрецом», другие склонялись к мысли, что он — духовное лицо (может быть, на службе епископа Пассауского), третьи — что он был образованным рыцарем невысокого рода. «Песнь о Нибелунгах» явилась результатом переработки материала германских героических песен и сказаний в эпопею широкого масштаба. Эта переработка сопровождалась и приобретениями и потерями. Приобретениями — ибо безымянный автор эпопеи заставил по-новому зазвучать древние предания и сумел необычайно наглядно и красочно (красочно в буквальном смысле слова: автор охотно и со вкусом даёт цветовые характеристики одежд, драгоценностей и оружия героев; контрасты и сочетания красного, золотого, белого цветов в его описаниях живо напоминают средневековую книжную миниатюру; поэт и сам как бы имеет ее перед глазами (см. строфу 286)), во всех подробностях развернуть каждую сцену сказаний о Зигфриде и Кримхильде, более лаконично и сжато изложенных в произведениях его предшественников. Потребовались выдающийся талант и большое искусство для того, чтобы песни, насчитывавшие не одно столетие, вновь приобрели актуальность и художественную силу для людей XIII века, которые имели во многом уже совершенно иные вкусы и интересы.

## Содержание

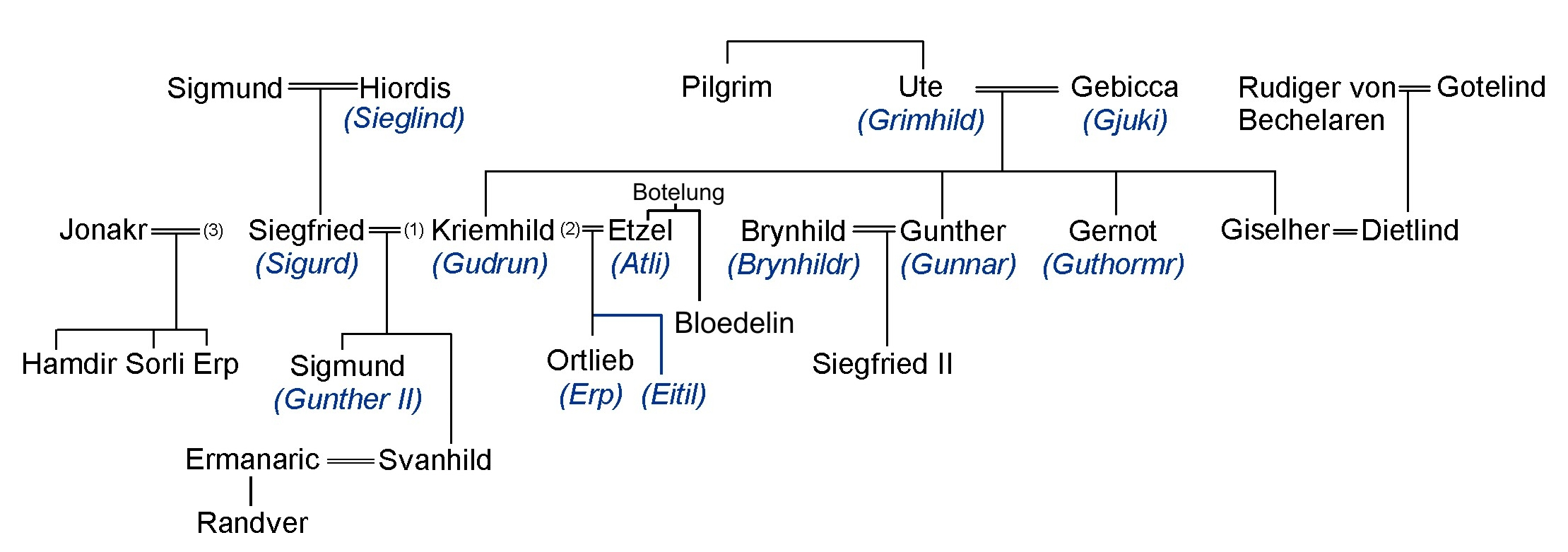
Генеалогическое древо персонажей (NB — как в переводе Корнеева, так и в рукописи А (авентюра 1) отца Гунтера зовут Данкрат)

Содержание поэмы сводится к 39 частям (песням), которые называются «авентюрами».
Написание имён персонажей и топонимов приведено в соответствии с переводом Ю. Б. Корнеева, изданного в 1972 году в серии «Литературные памятники».

### 1-я авентюра
Начало V века. У бургундов на среднем Рейне, в их тогдашней столице — городе Вормс, под защитой своих братьев-королей Гунтера, Гернота и Гизельхера живёт юная Кримхильда. Кримхильда — Гудрун скандинавских песен, приобретающая, однако, в немецком эпосе новые черты, вследствие чего сказание о её мести за родичей (см. «Старшая Эдда») превращается в повествование о её мести родичам. Образ Кримхильды в первую очередь придаёт единство «Песни о нибелунгах», которая начинается сном юной Кримхильды (строфа 13 след.) и завершается её смертью, следующей непосредственно после осуществления ею мести за Зигфрида. Она прекрасна собой и чиста душой, и каждый витязь, увидев её, мечтает уже только о ней. И вот однажды снится ей, будто у неё дома прижился вольный сокол, но вдруг на него спускаются два орла и заклёвывают его насмерть.
Сильно опечаленная, Кримхильда рассказывает сон своей матери. «Сокол, — разъясняет та, — означает благородного супруга; не дай Бог, чтобы ты рано лишилась его!» Но Кримхильда не хочет и слышать о замужестве: «Я схороню свою молодость и красоту, чтоб не пришлось платить страданием за любовь».

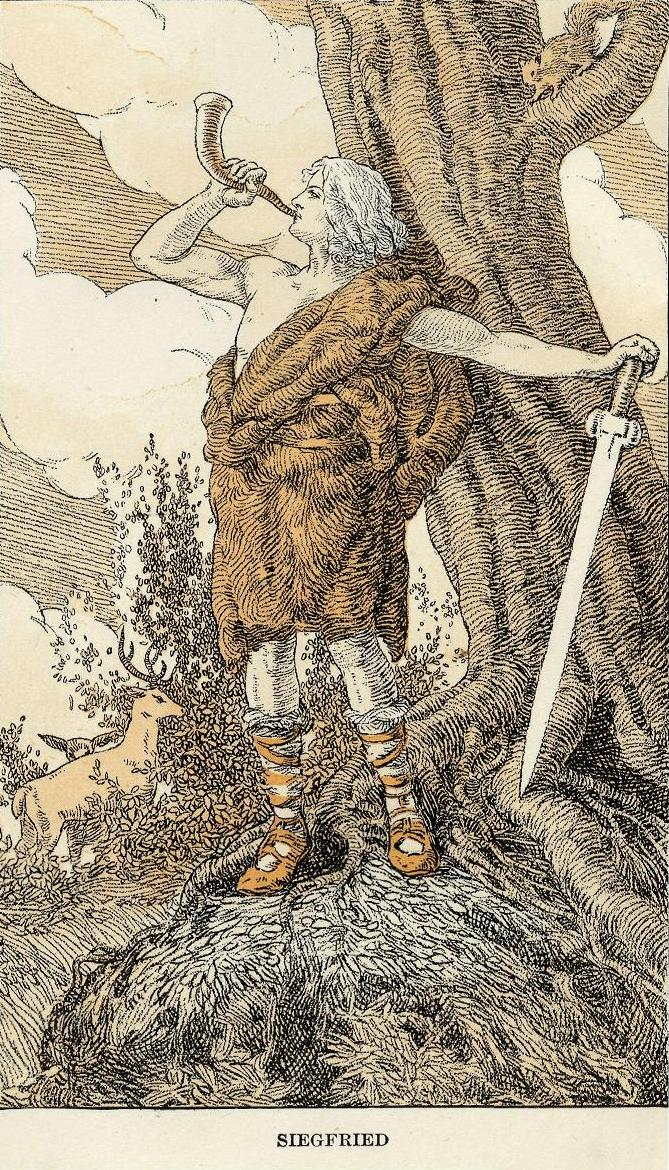
Зигфрид

### 2-я авентюра
В это время у салических франков на нижнем Рейне, в столице одного из франкских племён — городе Ксантене, жил королевич Зигфрид, сын Зигмунда и Зиглинды, ещё юношей прославившийся многими подвигами. Он был очень хорош собой и высок духом, и любой красавице был по сердцу. Когда пришло время посвящать сына в рыцари, Зигмунд устроил семидневное щедрое празднество и хотел передать ему свою корону, но Зигфрид отказался, обещая охранять своим мечом родную землю.

### 3-я авентюра
До Зигфрида дошли слухи о красоте Кримхильды; он решается отправиться в Вормс просить её руки. Родители неохотно соглашаются отпустить его, так как им известны могущество и надменность бургундов; несмотря на это, Зигфрид уезжает с небольшой свитой (12 витязей). На седьмое утро он прибывает в Вормс и подъезжает к королевскому дворцу; никто не узнаёт прекрасного витязя.
Короли посылают за сильнейшим своим вассалом Хагеном, которому известны все чужие земли. Хаген тоже никогда не видал Зигфрида, но догадался, что это знаменитый победитель нибелунгов, отнявший у карлика Альбериха плащ-невидимку; он же убил страшного дракона Фафнира и выкупался в его крови, отчего кожа его стала неуязвима, как рог. «Я советую принять его как можно лучше, чтобы не навлечь его неудовольствия», — советует Хаген.
Зигфрид встречен с большим почётом, несмотря на свою заносчивость, и вскоре сдружился со своими хозяевами. Ради знаменитого гостя устраиваются веселые пиры и турниры. Так проходит целый год, в течение которого Кримхильда часто любовалась из окна Зигфридом; но витязь, несмотря на всё своё желание, не имел случая видеть её.

### 4-я авентюра
Король саксов Людегер вместе с датским королём Людегастом объявили войну бургундам. Зигфрид вызвался заменить Гунтера; с тысячей отборных бургундских витязей и со своими спутниками отправился он в поход и после нескольких блистательных побед взял в плен обоих королей.
Когда гонец с этим известием прибыл в Вормс, Кримхильда тайком призвала его к себе, чтобы расспросить о подвигах Зигфрида. Гунтер приглашает победителей на пир. Зигфрид хотел было уехать, но остается ради Кримхильды.

### 5-я авентюра
В Троицын день начался праздник, на который стеклись витязи из ближних и дальних стран. К гостям должна явиться и Кримхильда с матерью.
Гунтер подвел Зигфрида к сестре; тот рыцарски поклонился ей; они украдкой взглянули друг на друга и их мгновенно охватила любовь. После обедни Кримхильда стала благодарить его за помощь братьям. «Из любви к вам я служил им», — отвечает Зигфрид. 12 дней продолжалось веселье, и Кримхильда ежедневно выходила к гостям.
Когда они стали разъезжаться, хотел уехать и Зигфрид, но Гизельхер без труда уговорил его остаться.

### 6-я авентюра

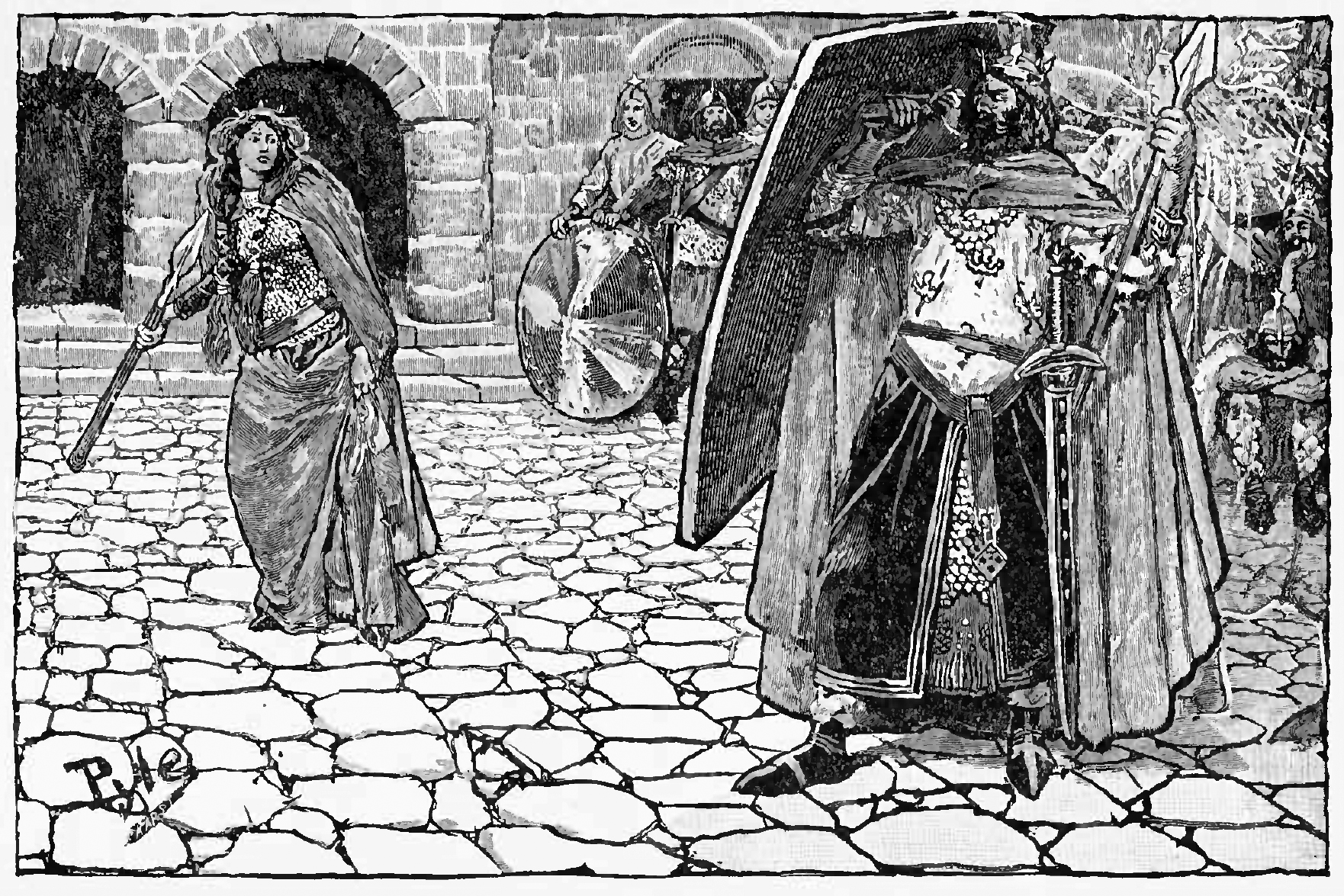
Состязание в силе при дворе Брунгильды

В это время за морем жила королева Брюнхильда, дева чудной красоты и силы. Многие добивались её любви, но она решила принадлежать только тому, кто победит её в военных играх; побеждённый же подвергался смерти. На ней-то вздумал жениться Гунтер.
Зигфрид сперва старался отговорить его, но потом обещал ему своё содействие, с тем, чтобы Гунтер отдал за него Кримхильду. Зигфрид и Гунтер, в сопровождении Хагена и Данкварта, отправились на корабле в Изенштейн, замок Брюнхильды. Корабли были собраны на скорую руку, так как желание Гунтера овладеть Брюнхильдой было спонтанным, и кораблей было три.

### 7-я авентюра
Брюнхильда ласково встречает Зигфрида и спрашивает его о цели прибытия. «Я, — отвечает Зигфрид, — вассал короля Гунтера, который приехал свататься за тебя».
Начались приготовления к испытанию. Щит Брюнхильды так тяжёл, что его едва внесли вчетвером; приносят копьё и камень, который могли поднять только 12 человек. Гунтер ужаснулся; но Зигфрид поспешил к нему на помощь, надев плащ-невидимку; Гунтер только делал соответствующие жесты, а Зигфрид за него показывал свою необыкновенную силу. Брюнхильда побеждена и должна стать женой Гунтера.

### 8-я авентюра
Зигфрид уезжает в страну нибелунгов, откуда привозит 1000 мужей, как свиту для Гунтера; Гунтер с невестой отправляются домой.

### 9-я авентюра
С дороги Зигфрид едет в Вормс, чтобы предупредить королеву и Кримхильду.

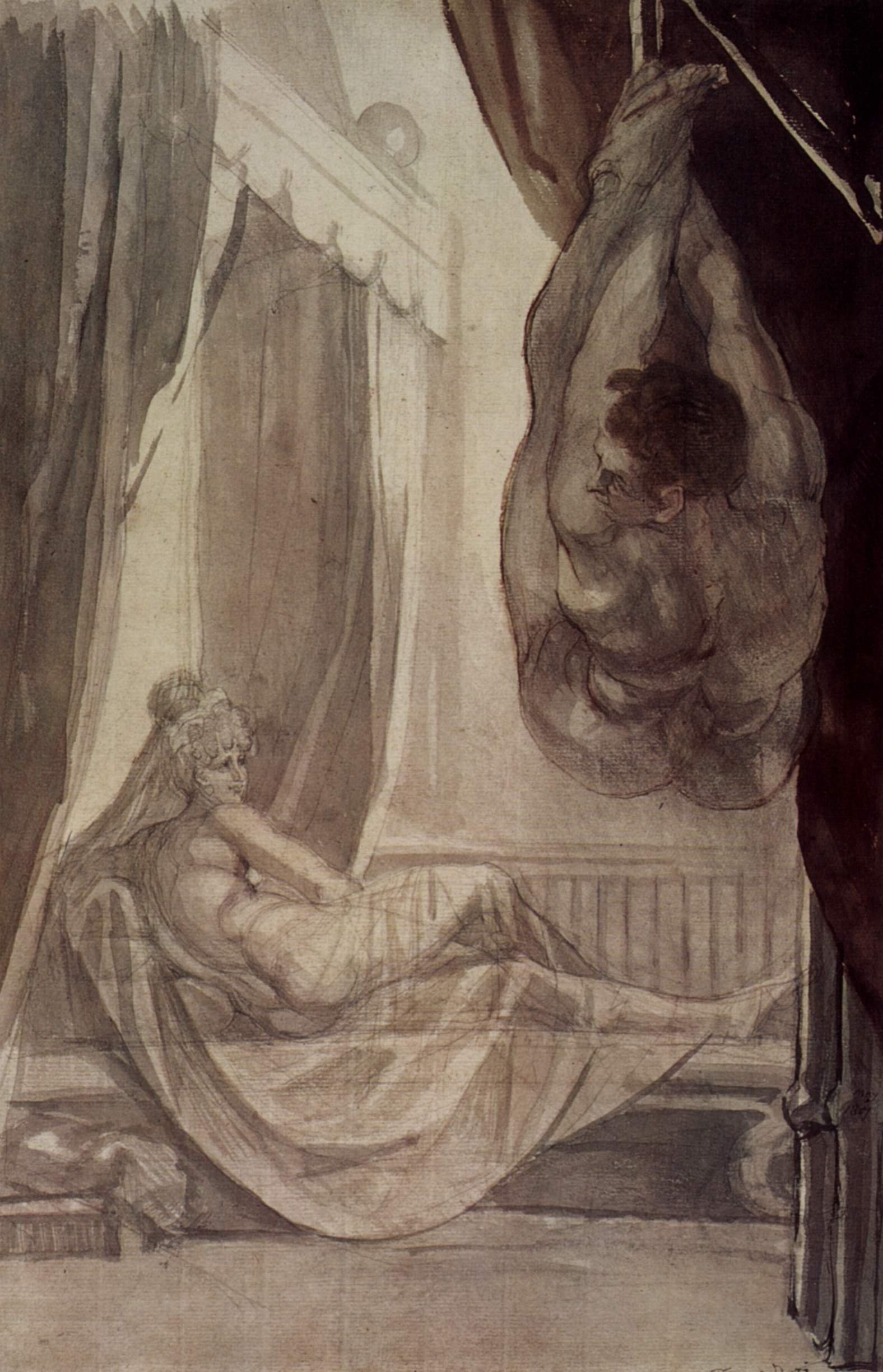
Брачная ночь Гунтера (Генрих Фюссли, 1807)

### 10-я авентюра
По прибытии домой Гунтер исполнил обещание: Кримхильду обручили с Зигфридом и посадили их против короля и королевы. Увидав их рядом, Брюнхильда начала горько плакать; когда Гунтер спросил её о причине её слёз, она сказала: «Я плачу о Кримхильде, которую ты отдаешь за вассала; вечно буду я скорбеть, что она так унижена».
В брачном покое Брюнхильда ещё раз борется с Гунтером, который, будучи лишён на этот раз помощи, должен постыдно сдаться и, связанный, повешен на гвоздь. На другой день он рассказывает об этом Зигфриду; тот ещё раз надевает плащ-невидимку, опять побеждает Брюнхильду и берёт у неё пояс и кольцо, которые дарит Кримхильде. Признав Гунтера своим мужем, Брюнхильда лишилась своей необыкновенной силы (по средневековой литературной традиции Дева-воительница, лишаясь невинности, лишалась и своей воинской силы, становясь обычной женщиной).

### 11-я авентюра
По окончании свадебных празднеств, Зигфрид с женой отправился на родину, где отец уступил ему корону. Прошло 10 счастливых лет. Кримхильда родила Зигфриду сына, который, в честь дяди, получил имя Гунтера, как и сын Гунтера получил имя Зигфрида. Зигфрид богаче всех королей, так как ему принадлежит несметный клад нибелунгов.

### 12-я авентюра
Брюнхильда считает себя оскорблённой тем, что Зигфрид не является ко двору бургундскому, подобно прочим вассалам.
Гунтер сперва старается успокоить её словами, но затем отправляет послов к Зигфриду, чтобы пригласить его на праздник. Зигфрид принимает приглашение и щедро одаряет послов. Когда они по возвращении показывают свои подарки, Хаген выражает желание, чтобы клад нибелунгов когда-нибудь перешёл в землю бургундов.

### 13-я авентюра
Зигфрид приезжает в Вормс в сопровождении жены, старика-отца и многочисленной свиты. Они приняты с большим почётом и уважением.

### 14-я авентюра

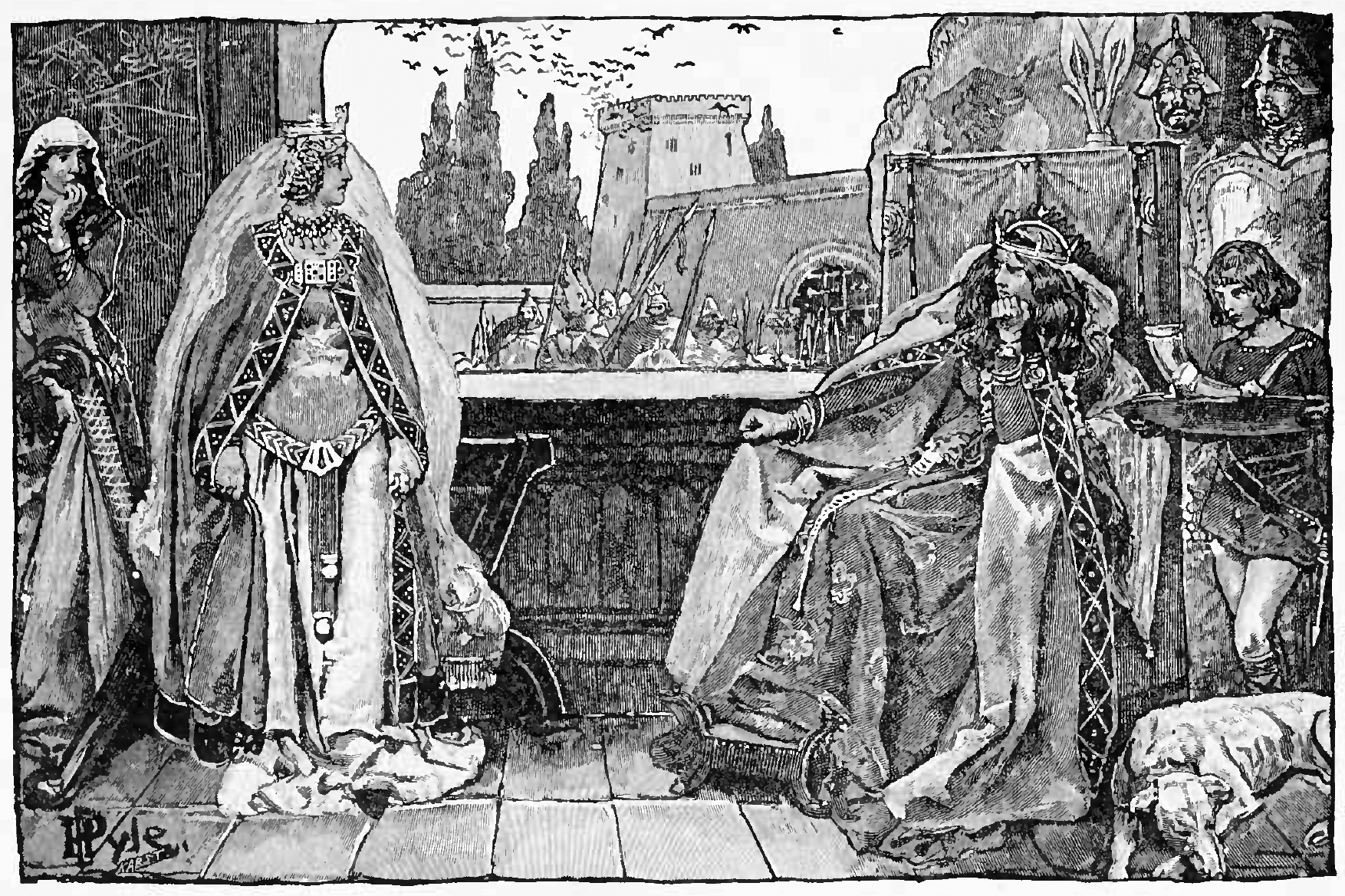
Ссора королев

Десять дней продолжались пиры и рыцарские игры; на одиннадцатый обе королевы сидели вместе, и Кримхильда начала восхвалять Зигфрида. «Он всё-таки только вассал Гунтера, — отвечала Брюнхильда; — он сам сказал это, когда твой брат сватался за меня». Кримхильда просит её оставить такие оскорбительные речи: разве братья выдали бы её за вассала? Ссора разгорается; Кримхильда в негодовании восклицает, что докажет ей в тот же день, что она не жена вассала, а такая же королева, и войдёт первой в церковь.
Брюнхильда ожидает соперницу у собора, и когда та приближается, она громко велит ей остановиться, так как служанка не должна входить прежде госпожи. «Ты бы лучше молчала, — говорит ей Кримхильда. — Зигфрид покорил тебя для Гунтера, он же и лишил тебя девства», — и проходит вперёд.
По окончании обедни Брюнхильда требует от Кримхильды доказательств; та предъявляет ей кольцо и пояс. Происходит объяснение между Зигфридом и Гунтером: первый клянется, что не говорил жене ничего подобного и обещает проучить её, но и Гунтер должен запретить Брюнхильде вести себя так заносчиво.
Видя слезы своей королевы, злобный Хаген обещает отмстить за неё Зигфриду. Ему удаётся привлечь на свою сторону многих бургундов и самого Гунтера; только Гизельхер находит эту женскую ссору слишком ничтожной, чтобы такой герой, как Зигфрид, из-за неё лишился жизни. По совету Хагена, распускают ложный слух о войне с датчанами, будто бы угрожающей Гунтеру.

### 15-я авентюра
Зигфрид тотчас вызывается помочь бургундам. Хаген идёт к Кримхильде проститься; та просит его оберегать Зигфрида в сражении; когда он купался в крови дракона, лист упал ему между плеч, и туда можно поразить его; по предложению Хагена, она нашивает на это место шёлковый крестик. По выступлении в поход лжепослы датские объявляют, будто король их просит мира; Гунтер, в притворной радости, устраивает большую охоту.

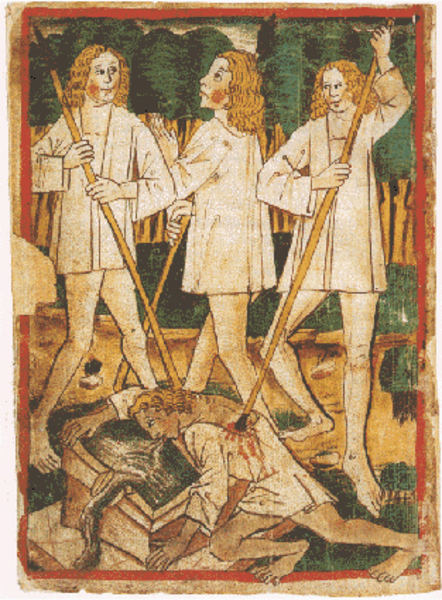
Смерть Зигфрида

### 16-я авентюра
Кримхильду мучит зловещее предчувствие, последствие вещих снов; Зигфрид успокаивает её ласками и уезжает. После охоты, на которой Зигфрид превзошёл всех отвагой и силой, охотников мучит жажда, а вина нет, по коварному распоряжению Хагена, который и предлагает бежать взапуски к источнику. Зигфрид прибежал первым, но не стал пить прежде Гунтера. Когда тот напился, наклонился к воде и Зигфрид; тогда Хаген нанёс ему копьём смертельную рану в место, обозначенное крестиком (почему-то вместо боевого плаща оказавшегося на охотничьем костюме). Вскочил на ноги Зигфрид и, не найдя другого орудия, ударил Хагена щитом с такой силой, что тот упал на землю. Упал и Зигфрид; горько упрекал он бургундов в измене; все были тронуты, только Хаген гордился своим делом, которое возвратило первенство бургундам. Вспоминая о жене своей, Зигфрид поручил её братской любви Гунтера и скоро скончался. Некоторые предлагали объявить, что убийство было совершено разбойниками; но Хаген не захотел этого и взялся доставить труп к порогу Кримхильды.

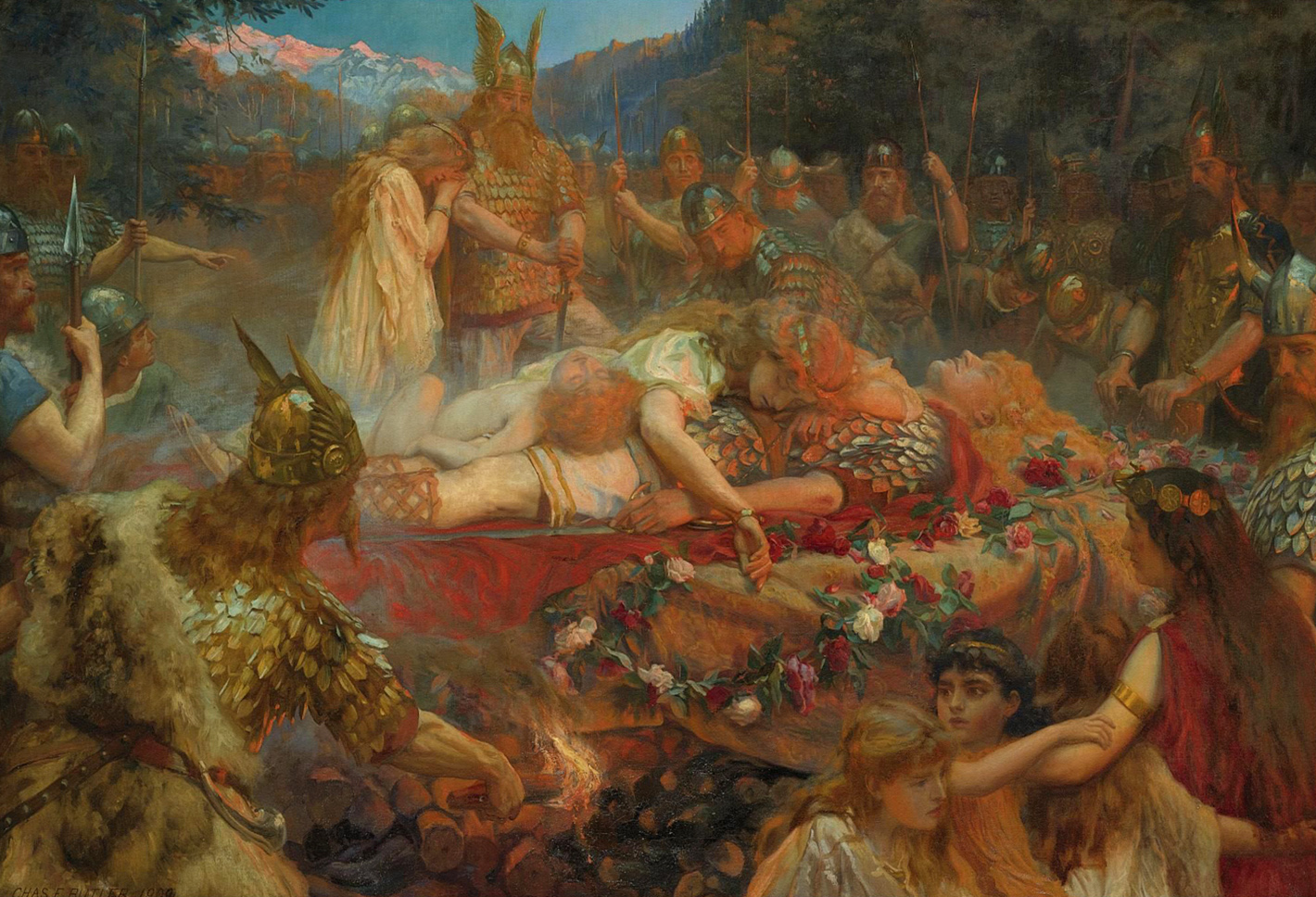
Чарльз Батлер «Похороны викинга» (1909)

### 17-я и 18-я авентюры
Ужасно было горе несчастной вдовы, и велика печаль нибелунгов; Кримхильда уговорила их уехать, не пытаясь отомстить за героя. Старый Зигмунд звал её с собой, но она отказалась и осталась в Вормсе.

### 19-я авентюра
Кримхильда жила в уединении недалеко от места, где был похоронен Зигфрид, и молилась за упокой его души; граф Эккеварт верно служил ей. Чтобы овладеть богатством нибелунгов, Хаген посоветовал Гунтеру помириться с сестрой; с помощью Гернота и Гизельхера дело устроилось, и она согласилась перевезти огромный клад нибелунгов — он принадлежал ей, как Morgengabe (послесвадебный подарок мужа) — в Вормс. Кримхильда стала щедро раздавать бедным и богатым свои сокровища, что привлекло к ней сердца многих рыцарей, и Хаген начал бояться, что это послужит для него причиной гибели. Поэтому он погрузил сокровища в Рейн, и короли поклялись не открывать никому, где спрятан клад, пока жив хоть один из них.

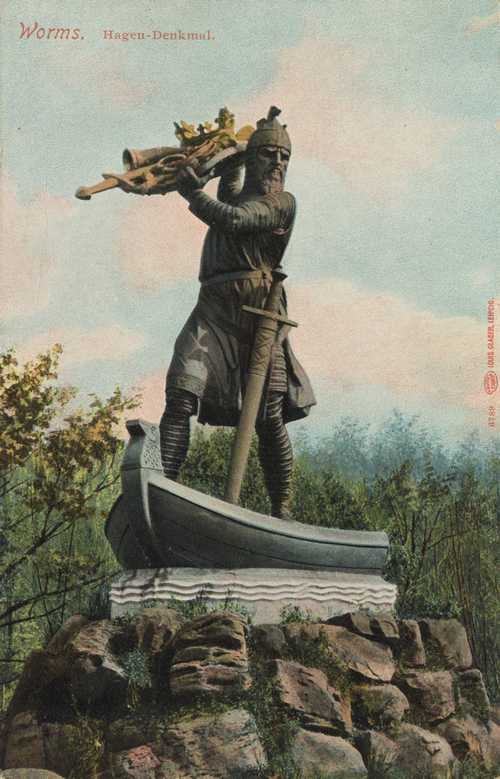
Хаген бросает золото в Рейн. Статуя в Вормсе

### 20-я авентюра
Уже 13 лет оплакивала Кримхильда мужа, когда умирает госпожа Хельха, супруга короля гуннов Этцеля, и друзья указывают ему на вдову Зигфрида как на достойную его невесту. Рюдигера, маркграфа бехларенского, отправляют на Рейн, чтобы просить её руки. Братья с радостью принимают предложение; только один Хаген не предвидит для бургундов ничего доброго от этого брака; но на него не обращают внимания. Кримхильда сначала не хочет и слышать о новом муже, да ещё язычнике, но когда Рюдигер тихонько обещал мстить за неё всем её врагам, она прониклась мыслью отплатить Хагену за его обиды, согласилась стать женой Этцеля и отправилась в далёкий путь.

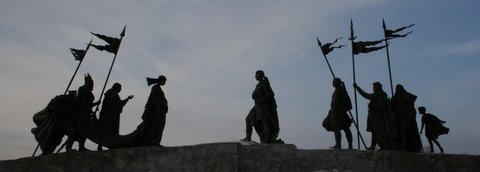
Встреча Кримхильды и Этцеля. Скульптурная группа в Тульне

### 21-я и 22-я авентюры
Этцель встречает Кримхильду на дороге, и они вместе отправляются в Вену, где празднуют свадьбу с неслыханным великолепием. Но Кримхильда грустна и молчалива посреди шумных пиршеств: она вспоминает о прошлом счастье.

### 23-я авентюра
Идёт 13-й год со времени свадьбы; у Кримхильды от Этцеля уже 6-летний сын Ортлиб, (окрещённый по её настоянию). Она обращается к мужу с просьбой пригласить в гости её родственников, «иначе народ подумает, что я изгнанница или безродная». Этцель немедленно посылает своих музыкантов, Вербеля и Свеммеля, в Вормс, звать в гости Гунтера и его вассалов. Кримхильда поручает им особенно постараться о том, чтобы приехал Хаген.

### 24-я авентюра
Получив приглашение, бургунды начинают готовиться в путь. Хаген противится поездке, напоминая, что Кримхильда никогда не простит им своих обид; но Гизельхер говорит ему, что он может остаться, если боится за свою жизнь; после этого и Хаген деятельно хлопочет о поездке и выбирает витязей для охраны.

### 25-я авентюра

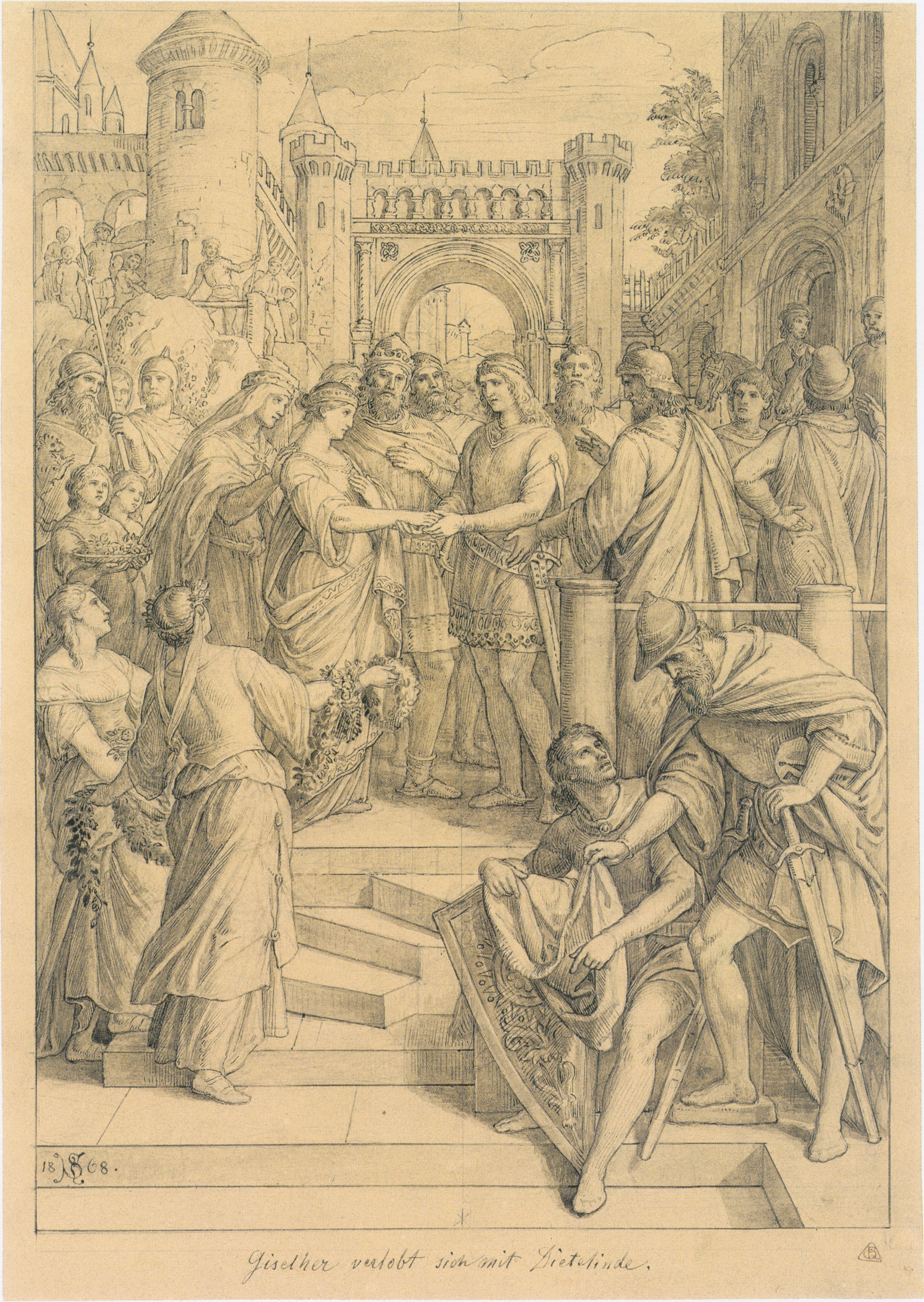
Свадьба Гизельхера с дочерью Рюдигера

1000 рыцарей, не считая 60 отборных бойцов, и 9000 слуг отправляются с бургундами. Напрасно уговаривала их остаться мать королей, видевшая зловещий сон. Когда бургунды доехали до выступившего из берегов Дуная, Хаген пошёл искать перевозчика и увидал купающихся вещих женщин, которые предсказали ему, что никто из бургундов, кроме королевского капеллана, не вернется домой. Хаген находит перевозчика и убивает его. Когда Хаген перевозил свиту, он сбросил в воду капеллана, чтобы не дать исполниться предсказанию; но тот выбрался на бургундский берег, хотя и не умел плавать.

### 26-я и 27-я авентюры
После стычки с баварцами (за убитого Хагеном перевозчика) бургунды прибыли к Рюдигеру, который принял их по-княжески и велел дочери приветствовать поцелуем королей и их главных витязей. Когда девушка должна была поцеловать Хагена, он показался ей таким страшным, что она побледнела от ужаса. Гости пробыли здесь несколько дней, и Гизельхер обручился с дочерью Рюдигера.

### 28-я авентюра
Бургунды, вместе с Рюдигером, приближаются ко двору Этцеля; выехавший им навстречу Дитрих предостерегает их, говоря, что Кримхильда ещё продолжает оплакивать Зигфрида. Когда витязи приехали к Этцелю, гунны собрались толпой смотреть на могучего убийцу Зигфрида. Король ласково встретил всех без изъятия, но Кримхильда искренне приветствовала одного Гизельхера; ни она, ни Хаген не скрывали взаимной ненависти.

### 29-я авентюра
Королева идёт к Хагену, вооружённому мечом Зигфрида, упрекает его и грозит ему; он отвечает ей новым признанием в убийстве Зигфрида, за обиду Брюнхильде; но никто из людей Кримхильды не решается напасть на него. Следует пир во дворце Этцеля.

### 30-я авентюра

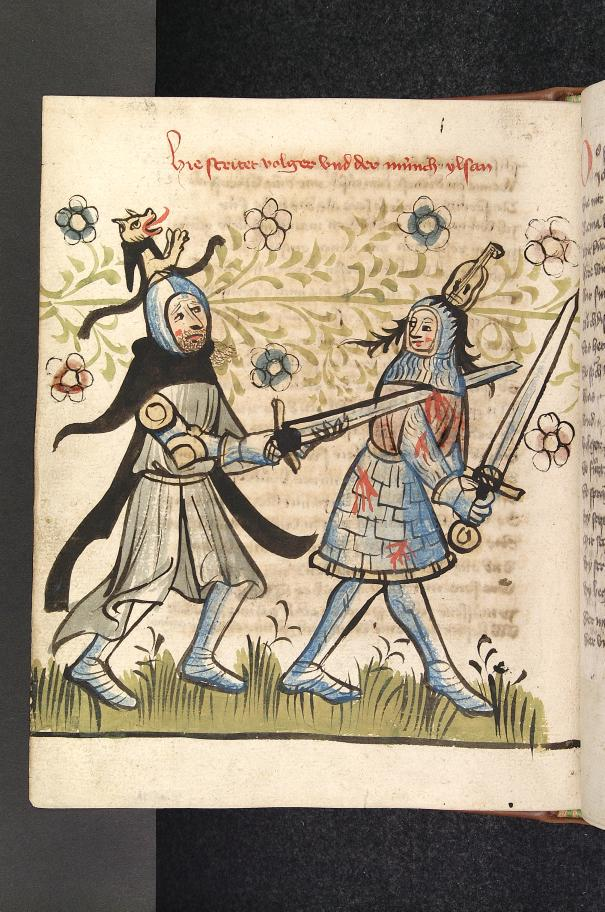
Фолькер сражается с Ильзаном

Ночью люди королевы пытаются напасть на бургундов во время сна; но Хаген и могучий музыкант Фолькер сторожат двери залы, и гунны возвращаются ни с чем.

### 31-я авентюра
Утром бургунды в полном вооружении отправляются к обедне; затем следуют военные игры, а для королей и их главных витязей — большой пир во дворце Этцеля, на который, по желанию Кримхильды, принесён и сын её Ортлиб.

### 32-я авентюра
В это время Блёдель, брат Этцеля, наущенный Кримхильдой, нападает на сидевших в другой зале людей Гунтера, во главе которых находится брат Хагена, Данкварт. Блёдель убит Данквартом, но к гуннам на помощь подходят новые толпы, и скоро все бургунды перебиты; только окровавленный Данкварт пробился в залу, где пируют короли.

### 33-я авентюра
Узнав о происшедшем, Хаген отрубил голову Ортлибу и начал страшное избиение гуннов; Данкварт стерег дверь снаружи. Кримхильда в страхе просит Дитриха Бернского защитить её. Голос Дитриха раздается по зале, как звук рога; сражение на минуту прерывается. Дитрих объявляет, что не хочет принимать участия в битве и требует для себя и своих пропуска. С ним вместе оставляют залу Этцель, Кримхильда и Рюдигер; остальные люди Этцеля все перебиты.

### 34-я авентюра
Раздражённый упреком Хагена в трусости, сам Этцель рвется в бой; Кримхильда удерживает его и обещает полный щит золота тому, кто принесёт ей голову Хагена.

### 35-я авентюра
Иринг Датский решается сразиться с Хагеном; он сперва ранит его, но потом гибнет от его руки; гибнут и его друзья, желавшие отомстить за него.

### 36-я авентюра
К вечеру усталые бургунды просят, чтобы их выпустили из залы; Кримхильда, уступая просьбам Гизельхера, соглашается на это, но с условием, чтобы они выдали Хагена. «Если бы нас было тысяча человек, — восклицают они, — мы и тогда не выдали бы ни одного». Кримхильда велит поджечь зал; бургунды, изнемогая от жара, удовлетворяют жажду, по совету Хагена, кровью убитых и проводят ночь в страшных муках посреди обрушившихся стен залы.

### 37-я авентюра
Этцель обращается с мольбой о помощи к Рюдигеру; Кримхильда напоминает ему данное ей на Рейне обещание — мстить за неё всем её врагам. В душе Рюдигера происходит страшная борьба: ему невозможно отказать королеве, но в то же время ужасно изменить друзьям, которым он клялся в верности. Наконец, он решается, выступает против бургундов, поражает многих, бьётся с Гернотом, и они убивают друг друга.

### 38-я авентюра

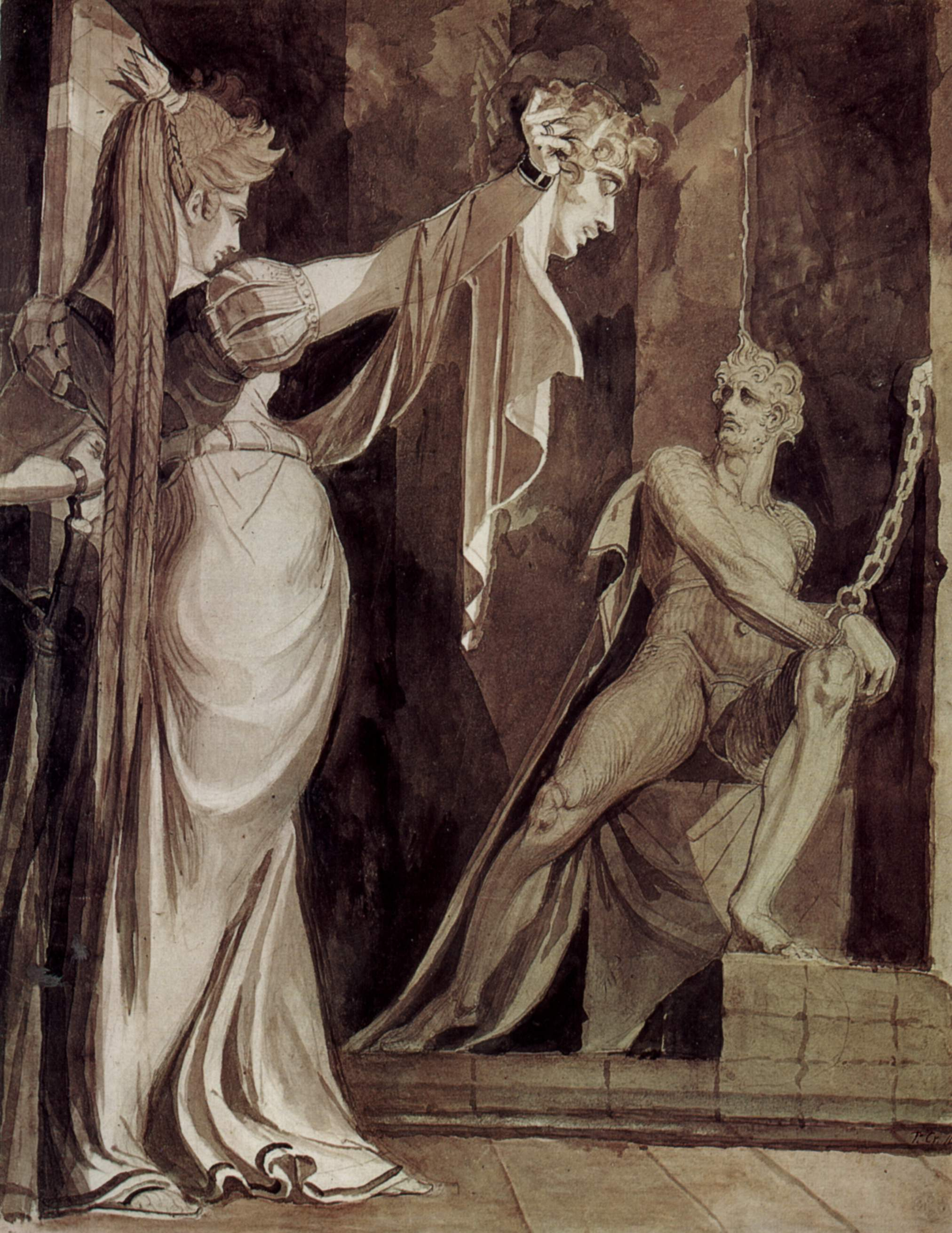
Кримхильда показывает Хагену голову Гунтера

Когда до Дитриха дошла весть о смерти Рюдигера, он послал разузнать о деле старого Хильдебранда с готскими витязями; они просят выдать им труп Рюдигера; бургунды отказывают; возгорается битва, в которой гибнет много героев; из готов вернулся к Дитриху только израненный Хильдебранд, а из бургундов остались в живых только Хаген и Гунтер; горько плакал Дитрих о своих соратниках.

### 39-я и последняя авентюра
Он спешит на место битвы и требует, чтобы Гунтер и Хаген сдались ему, за что он обещает им жизнь и свободу. Хаген отказывается; Дитрих вступает с ним в единоборство, тяжело его ранит и связывает; то же делает он и с Гунтером. Отдав их обоих в руки Кримхильды, которая велит развести их по тюрьмам, он просит её пощадить жизнь героев, что она и обещает. Только что ушёл Дитрих. Кримхильда ведёт в тюрьму Хагена и обещает ему жизнь, если он вернет ей клад нибелунгов. Хаген отвечает, что он поклялся не открывать никому, где спрятан клад, пока жив хоть один из его повелителей. Кримхильда велит отрубить голову Гунтеру и, держа её за волосы, приносит Хагену. «Теперь, — говорит Хаген, — никто не знает, где сокровище, кроме меня и Бога, и ты, чертовка жадная, никогда не получишь его». Кримхильда отрубила ему голову мечом Зигфрида; Хильдебранд, видя, что она нарушила обещание, данное Дитриху, тут же разрубил её пополам мечом. Этцель и Дитрих оплакивают всех убитых.

## История произведения

### Редакции
«Песнь о Нибелунгах» дошла до нас в десяти рукописях (XIII—XVI веков) и многих отрывках. В новое время она стала известна с середины XVIII века: в 1757 году И. Бодмер издал последнюю часть «Песни о Нибелунгах» вместе с так называемой «Жалобой» (нем. Klage) — небольшой лирической поэмой, написанной двустишиями и рассказывающей, как Этцель, Дитрих с Гильдебрандом, семья и люди Рюдигера и другие оплакивали павших. В 1782 году К. Г. Мюллер издал полный текст «Нибелунгов», но без всякой попытки к учёной критике и разбору. В начале XIX столетия появились характеристики и разборы поэмы; один из переводчиков её, Ф. фон дер Хаген, уже в 1810 году стремился дать критическое её издание, с разночтениями.
Честь первого строго научного исследования «Нибелунгов» принадлежит К. Лахману. Горячий приверженец теории Вольфа в гомеровском вопросе, убеждённый, что народные песни сами по себе — верх художественности, что их портят и разбавляют водой поздние поэты-собиратели, Лахман задался мыслью отделить в «Нибелунгах» подлинные песни от позднейших добавлений. Материалом для этого послужила тщательная критика текста «Нибелунгов».
Из трёх древнейших (XIII века) пергаментных рукописей каждая представляет особую редакцию:
1. Гогенемская, ныне мюнхенская — А. Значительно короче всех других;
2. Санкт-галленская — В. В ней, как и в А, поэма называется «Der Nibelunge nôt» — «Горе Нибелунгов», к которой примыкает большинство рукописей позднейших и которая поэтому может считаться вульгарной, стоит в этом отношении посредине;
3. Прежде тоже гогенемская, ныне в Донауэшингене — С, «Der Nibelunge liel» — «Песнь о Нибелунгах». Представляет текст наиболее пространный.

Лахман заключает, что A ближе всего к песням, а В и С — её позднейшие распространения; с помощью приёмов, несомненно остроумных, но иногда искусственных, из 2316 строф рукописи А он выбросил 745, а остальные 1571 разделил на 20 песен, которые, по его убеждению, явились на свет между 1190 и 1210 годами (все остальные переделки, до С включительно, произошли в последующее 10-летие). Так как Лахман в то же время разъяснил основу поэмы и определил её отношение к скандинавским сказаниям о Нифлунгах, то его выводы до 1850-х годов считались общепринятыми.
Но в 1851 году обратили внимание на курьёзное обстоятельство, скрытое Лахманом: число строф в каждой песне оказалось делимым на 7 — а он был известен как сторонник гептад в своих работах по истории греческой поэзии. В 1854 году против теории Лахмана выступили независимо друг от друга два германиста: А. Гольцман («Untersuchungen über das Nibelungenlied ») и Ф. Царнке («Zur Nibelungenfrage»); они отвергли возможность механически слепленных народных песен и пришли к заключению, что С ближе всех к оригиналу, а В и А — его сокращения. Разгорелась полемика (имевшая, кроме специального, весьма важное общее значение: дело шло об участии личности в создании памятников народной поэзии), так как на защиту теории Лахмана выступил его ученик К. Мюлленгоф («Zur Geschichte der Nibelunge nôt», 1855).
В 1865 году появилось исследование К. Барча («Untersuchungen über das Nibelungenlied»), который, приняв остроумную догадку Пфейфера, что автором «Песни» был австрийский рыцарь Кюренбергер, писавший размером «Песни», отнёс создание поэмы к 1150 году, а первую её переделку — приблизительно к 1170-му; из неё вышли независимо В и С, А же есть только плохое сокращение популярного текста В, который и до́лжно класть в основу издания. Исследователи конца XIX века сходятся между собой, что первоначальную редакцию поэмы восстановить невозможно, а следует стремиться к её историческому объяснению и выделению разнообразных элементов, из которых сложил эту поэму единый автор; в настоящем своём виде поэма предназначалась не для пения, а для чтения в придворных кругах Австрии.

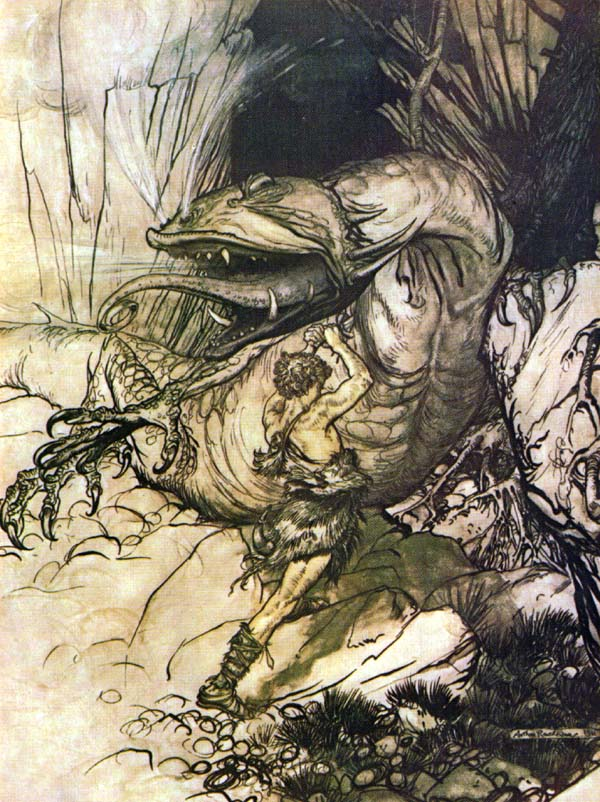
Зигфрид убивает дракона. Рисунок А. Рэкема, 1911

### Истоки
Сказание о Нибелунгах, составляющее сюжет поэмы, сложилось в эпоху переселения народов в землю прирейнских франков, из двух несходных элементов:
1. древнегерманской героической саги (по мнению большинства — мифа) о Зигфриде, убийце дракона, освободителе вещей девы Брунгильды, который попадает во власть злых братьев и теряет сокровище, невесту и саму жизнь,
2. и исторической саги о гибели бургундского королевского дома в 437 г. в битве с гуннами Аттилы (Этцеля).

В 453 году между немецкими племенами распространяется слух о смерти страшного завоевателя Аттилы в ночь его брака с Ильдико, которую народный голос считает виновницей смерти мужа. Ищут мотив для этого деяния — и находят его в событии 437 г. В результате является сага о том, как Аттила, муж бургундской принцессы Гильды, убивает её братьев, королей Гундахари, Годомара и Гизлахари, и гибнет от руки мстительной их сестры, которая прежде была женой трагически погибшего Зигфрида.
Как в убийстве Зигфрида, так и в гибели братьев Гильды роковую роль играет сокровище, добытое когда-то Зигфридом и потом возбудившее жадность Аттилы. В этом слитном виде сказание рано распространяется по всем землям немецкого языка, и уже в конце VI в. (по мнению иных — в VIII-м) через саксов проникает в Скандинавию, где, подвергшись переделке и восприняв в себя кое-что из туземных сказаний (о Гельге, убийце Гундинга), становится предметом песен Эдды; после того с ним сливается готская сага об Эрманрихе, принесённая сюда саксами не позднее VIII столетия.
На материке сказание подвергается ещё большим видоизменениям от времени и новых понятий (в скандинавской редакции меньше единства и заметнее спайка), особенно в верхненемецкой редакции: с Зигфрида снимается всякая ответственность за вольное или невольное (вследствие питья) забывание покинутой им Брунгильды; радикально изменяется обстановка его ранней юности (королевский двор вместо одиночества в диком лесу); Аттила отодвигается на задний план и освобождается от упрёка в жадности; мстительницей является жена его, и мстит она не за братьев, а братьям за первого мужа; вставляются новые эпизоды и лица (например Рюдигер, уже в Австрии), а вместе с тем устанавливается и новая локализация.
До середины XII в. сказание и песни, на нём основанные, существовали только устно; на границе между XII и XIII вв. возникает национальная поэма, проникнутая единством идеи (верность — жены к мужу, вассала к господину, господина к вассалу) и единством миросозерцания — немецкая Илиада. В ней — золотая середина между тривиальной грубостью поэзии шпильманов и изысканной утончённостью рыцарского эпоса эпохи Гогенштауфенов; в ней — истинная поэзия отрочества народа, сдержанная и страстная, простая и глубокая, верная жизни, но возвышающая её, живые и в то же время высокие даже в проявлении ужасных страстей своих характеры; в ней — лучшее, что осталось немцам от их средних веков. Вот отчего «Нибелунги» и пользовались таким распространением; в Баварии и Австрии поэма имела огромное влияние; со второй половины XIII в. оно охватывает и Швабию.

## Факты
- В XXII авентюре содержится единственное во всей эпопее упоминание германцев (Deutsch) как общего обозначения германоязычных народностей в противоположность гуннам и другим племенам в державе Этцеля. В других местах песни фигурируют баварцы, бургунды, австрийцы, но не германцы-немцы, — показатель тогдашнего низкого уровня национального объединения и самосознания жителей Германии, дробившейся на различные княжества, причем это расчленение частично совпадало со старым племенным делением.
- Нибелунги — сказочные хранители сокровищ. Но это и имя собственное. Древний смысл его: существа, обитавшие в подземном царстве, карлики-цверги, автору «Песни о нибелунгах», очевидно, уже не ясен. Нибелунги фигурируют в первой части песни в образе могучих воинов. Во второй части термин переносится на бургундов (начиная со строфы 1523).
- Немецкие романтики подчёркивали её национальное значение: Шлегель и братья Гримм сопоставляли «Песнь о нибелунгах» с «Илиадой», видя в эпосе порождение народного духа, продукт безымянного коллективного творчества.

## В культуре

### Опера
См. «Кольцо Нибелунга» Р.Вагнера

### Фестивали
Ежегодно в августе в немецком городе Вормс (нем. Worms) проходит Фестиваль Нибелунгов (нем. Nibelungenfestspiele), главным действием которого является современная театральная постановка средневековой поэмы «Песнь о Нибелунгах» (нем. Das Nibelungenlied).

### Экранизации
Известны минимум две более-менее близкие к тексту «Песни» экранизации. В 1924 году состоялась премьера классического двухсерийного немого фильма Фрица Ланга «Нибелунги» («Die Nibelungen»). Его ремейк, поставленный Харальдом Райнлем также в двух частях, вышел на экраны в 1966 году (первая часть) и 1967 году (вторая часть).
В 1957 году на экраны вышел мультфильм «Что за опера, док?», пародирующий оперу по «Песни».
В 2004 году на экраны вышел фильм режиссёра Ули Эделя «Кольцо нибелунгов».
Кроме того, существуют несколько фильмов (художественных и телевизионных), в которых были использованы те или иные мотивы эпоса — см. Нибелунги.

### ЮНЕСКО
30 июня 2009 года немецкий героический эпос «Песнь о Нибелунгах» включён в список мирового культурно-исторического наследия ЮНЕСКО. Такое решение приняла международная комиссия программы «Память мира» на заседании в Бриджтауне на острове Барбадос. В список занесено три наиболее полных рукописи произведения, которые сейчас хранятся в Баварской государственной библиотеке в Мюнхене, Баденской земельной библиотеке в Карлсруэ и в монастыре в Санкт-Галлене в Швейцарии.